# 113333 Tyler
113333 Tyler è un asteroide della fascia principale. Scoperto nel 2002, presenta un'orbita caratterizzata da un semiasse maggiore pari a 2,9992776 au e da un'eccentricità di 0,1410996, inclinata di 13,30565° rispetto all'eclittica.